# Монсен, Георг
Георг «Гогген» Монсен (норв. Georg Monsen; 19 декабря 1922, Ставангер, Ругаланн — 10 апреля 2015, там же) — норвежский футболист, игравший на позиции полузащитника и тренер. Один из первых норвежцев, профессионально игравших за границей.
С 1945 по 1950 год выступал за клуб «Викинг» из города Ставангер. Затем переехал во Францию, где в 1950—1951 годах играл в Безансоне в команде Расинг, затем в ФК «Нанси». Сыграл 43 матча в Чемпионате Франции по футболу и забил 10-12 голов. Позже вернулся на родину в команду «Викинг» (1953—1958).
Выступая за ФК «Викинг» сыграл в 147 играх и забил 66 голов.
В 1953—1954 годах тренировал команду «Викинга». В 1953 году выиграл Кубок Норвегии по футболу.
В 1955 году — тренер норвежского футбольного клуба «Брюне». Затем в 1956—1957, 1962—1963 и
1965 годах тренировал команду «Викинг».